# Chundžerábský průsmyk
Chundžerábský průsmyk (urdsky درہ خنجراب‎, čínsky v českém přepisu Chung-čchi-la-fu šan-kchou, pchin-jinem Hóngqílāfǔ shānkŏu, znaky 红其拉甫口岸) je horský průsmyk oddělující pohoří Hindúkuš a Karákóram. Jeho výška je 4693 a leží na čínsko-pákistánské hranici, přesněji mezi Ujgurskou autonomní oblastí Sin-ťiang v Čínské lidové republice na severu a oblastí Gilgit-Baltistán v Pákistánu na jihozápadě. Zároveň je rozvodím mezi povodím Indu (a tím úmořím Arabského moře) a Jarkendu (v bezodtoké Tarimské pánvi). Na jihu v Pákistánu je nejbližší větším městem Karimábád, na severu v Sin-ťiangu Kašgar.
Přes průsmyk přechází jedna z cest projektu Nové hedvábné stezky, takzvaný čínsko-pákistánský hospodářský koridor dopravně napojující Čínskou lidovou republiku do přístavu Gwádar na břehu Arabského moře v Balúčistánu.